# Good Old Cause
La Good Old Cause (expression anglaise signifiant « Bonne Vieille Cause ») est le nom donné par les soldats de la New Model Army à leur raison de se battre pour le Parlement britannique et contre le roi Charles Ier et les Royalists durant la Première révolution anglaise. Ce soutien s'applique aussi à la « République », appelée Commonwealth d'Angleterre, formée durant l'Interrègne anglais de 1649 à 1660.